# Ahmed Merani
Ahmed Merani est un homme politique algérien, né en 1948. 

## Biographie
Militant actif dans la mouvance[Laquelle ?], il fut membre fondateur du FIS. Au sein des instances du parti, il a été président de la commission des affaires sociales jusqu'en 1991 (actions caritatives), puis membre du conseil islamique du parti en 1999. 
Après s'être retiré du FIS, il est nommé en 1991, comme conseiller dans le gouvernement de Sid Ahmed Ghozali, et plus tard il est désigné par le président Liamine Zeroual comme ministre des affaires religieuses de janvier 1996 à juin 1997 dans le Gouvernement Ouyahia I.